# セザール・リッツ

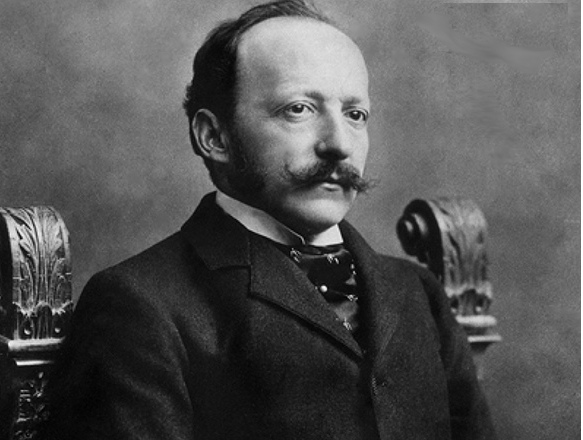
セザール・リッツ

セザール・リッツ（César Ritz, 1850年2月23日 - 1918年10月24日）は、スイスの実業家。ホテルリッツ（パリ）、リッツ・ロンドンとカールトンホテル（ロンドン）の経営で大成功を収め、「ホテル王」(king of hoteliers, and hotelier to kings)と呼ばれた。現在もヨーロッパ各地に残る各地の「リッツ・ホテル」にその名を残している。

## プロフィール

### 生い立ち
1850年2月23日に スイスのヴァリス州東部のニーダーヴァルト(Niederwald)で、ドイツ系のリッツ家の13人兄弟の末子として生まれた。父はこの村の村長を長く務めた人物であった。冬の約5ヶ月間に渡って雪に閉ざされるこの村でセザールは15年間暮らした。現在のリッツ家の系統は既にこの村には残っていないが、セザールの生家は人手に渡ってはいるものの現存している。電気も水道もなく、暖炉で調理をしストーブで暖を取っていたこの当時、家族は小さな寝室2つと居間で質素な生活を送っていた。

### 修行時代
1865年、セザールは家族の元を離れてヴァリス州内（ドイツ語圏）にある語学学校に行き、その後、鉄工を学ぶが退学となる。次に、同州のブリーク(Brig)にあるホテルで見習いとなるが、雇用主のエッシャー(Escher)から「君はオテリエになれない」と言われ、解雇されたという。1867年、17歳のセザールは、3度目のチャンスを求めてフランスのパリで開催されるパリ万国博覧会に向かい、万博開催期間中にスイス館で軽食の給仕をした。その後、ホテル・スプレンディドで職を得たが、この頃のパリは人口が100万人から倍増し、大掛かりな道路整備が進むなど、大きな転換期にあった。新たな富裕層や中産階級が台頭し、社会的階層を根底から覆した時代であった。
セザールは、靴磨きや売春宿のドアマンなどの職を転々とし、パリで名高い the Voisin という一流レストランでウェイターの仕事に就いた。仕事ぶりが認められ頭角を表し、20歳で支配人に抜擢されたものの、1870年代後半には普仏戦争の暗雲が立ち込める。深刻な食料不足の中、飼い犬や飼いネコの肉を食べる人もいる状況だったが、記録によれば、セザールは動物園から2頭のゾウを買い取り、それを切り売りすることにより多くの人々がゾウ肉のソーセージで空腹を満たすことができた。この一件により、セザールの名は広く世間に知られるようになったという。
フランスの敗戦後、パリでは民衆が蜂起（パリ・コミューン）したが、多くの死者を出した血の1週間を経てパリは鎮圧された。1873年、セザールはパリを離れ、ウィーンへ向かい、再び万博のスイス館で給仕の職に就く。その後もスイス国内で転々とし、1877年にフランスに戻るが、パリを避けフランス南部に滞在し、短期の季節労働に従事したり、様々なホテルで経験を積んだりした。当時、農村から観光地へと変貌を遂げつつあったリビエラでは、レストランを片っ端から回って働いた。

### 名声の確立
1877年、セザールはモンテカルロのグランドホテルの支配人になると、1年で収益を倍にするなど敏腕を振るった。しかし、リビエラにコレラが蔓延し、客足はすっかり遠のいてしまった。このことが影響し、以降、セザールは偏執狂的と言って良いほど衛生面に厳しくなった。自身も多い時は1日に4回もスーツを着替えるほどだったという。
セザールは、まだトイレや風呂が各階に2つずつしか無かった時代に、ホテル界で初めて各客室にトイレとバスタブを完備した。また客室の分厚いカーテンを取り払って壁にペンキを塗ったり、ベッドは真鍮製の物に替えたりした。これは室内を衛生的に保つよう、簡単に洗ったり掃除ができるようにするためであった。
1880年、30歳の時、スイスのグランド・ナショナル・ホテルの支配人となり、経営全般を任せられた。セザールは、ラジオも映画もなかった時代に、宿泊客のために趣向を凝らした様々なイベントを考え出し、ホテルは盛況する。そしてこれ以降8年に渡り、冬期（12月中旬から 5月中旬）は避寒地として賑わうリビエラで、そして夏期は避暑地として賑わうスイスのルツェルンで働くことになる。
1884年、ジョルジュ・オーギュスト・エスコフィエをモンテカルロのグランドホテルの料理長に迎え、レストランにも力を入れるようになる。出資者と料理長、そして時のプリンス・オブ・ウェールズ（後のエドワード7世）というパトロンをも得たセザールは、その後、ホテルの経営者になることを目指すようになる。
1888年1月17日、グランドホテルのオーナーの姪でモンテカルロ育ちのマリー＝ルイーズとカンヌで結婚した。当時セザールは37歳、マリー＝ルイーズは20歳であった。妻の一族との社会的階級差を気に病んだセザールは、地位を欲して当時カンヌにあったオテル・ド・プロヴァンスを買収した。その後もドイツのバーデン＝バーデンでホテル・ミネルヴァを買収した。
1889年にはロンドンでリチャード・ドイリー・カートに乞われてエスコフィエとともにサヴォイ・ホテルでも働くことになり、セザールはモンテカルロ、ドイツ、ロンドンと飛び回る日々が始まった。
1891年、イタリアに招聘されローマでもグランドホテル（現在のセントレジス・グランドホテル。このホテルは近年改装されたが当時のセザール自らによるデザインに沿った構造となっている）の設計に着手する。1894年に開業したこのホテルで、セザールはルームサービス用に調理場を2つ作ったうえ、当時はまだなかったエレベーターのためのスペースを確保するなど、将来を見据えた設計をした。

### リッツ・ホテル

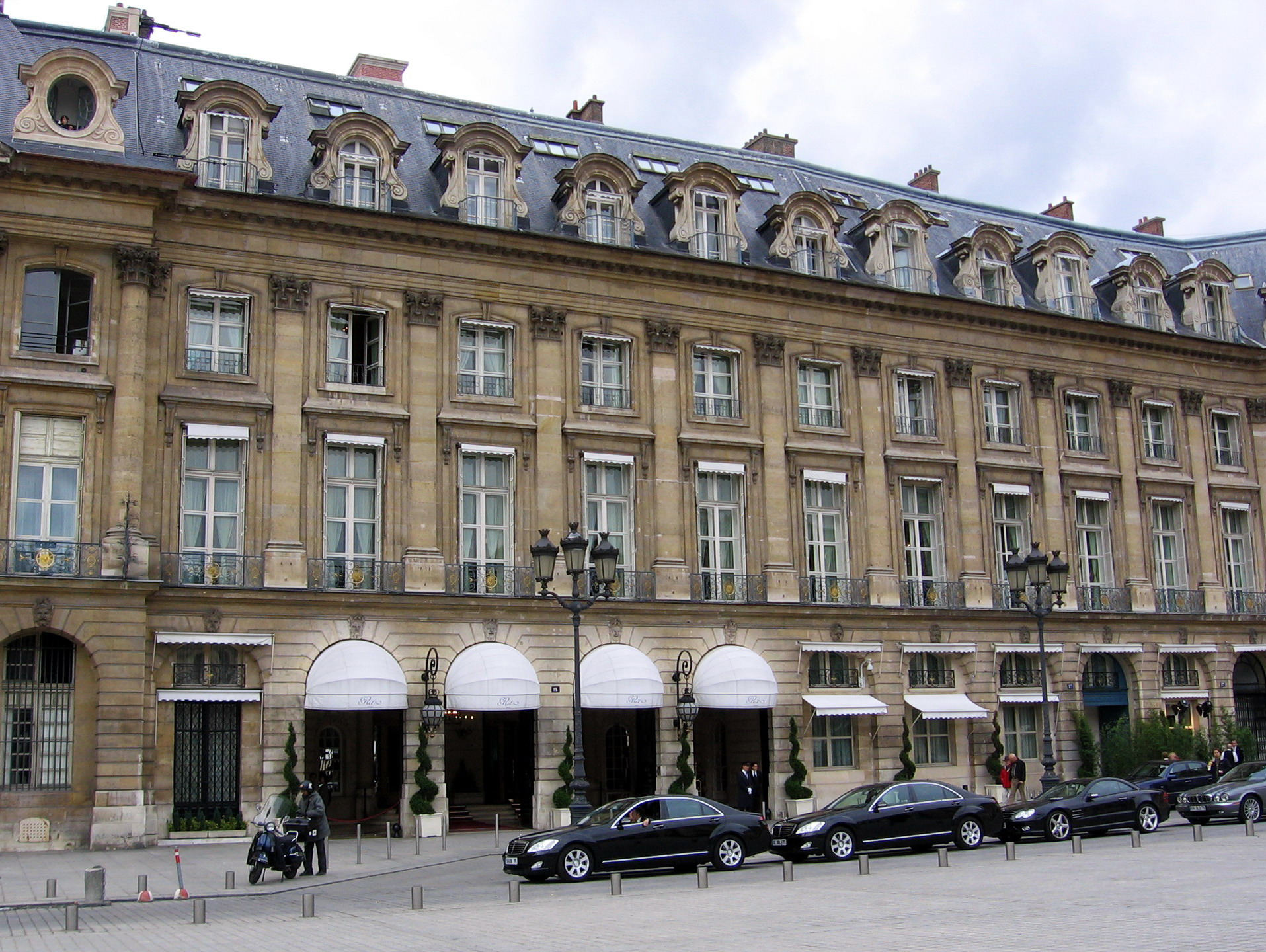
オテル・リッツ（パリ）

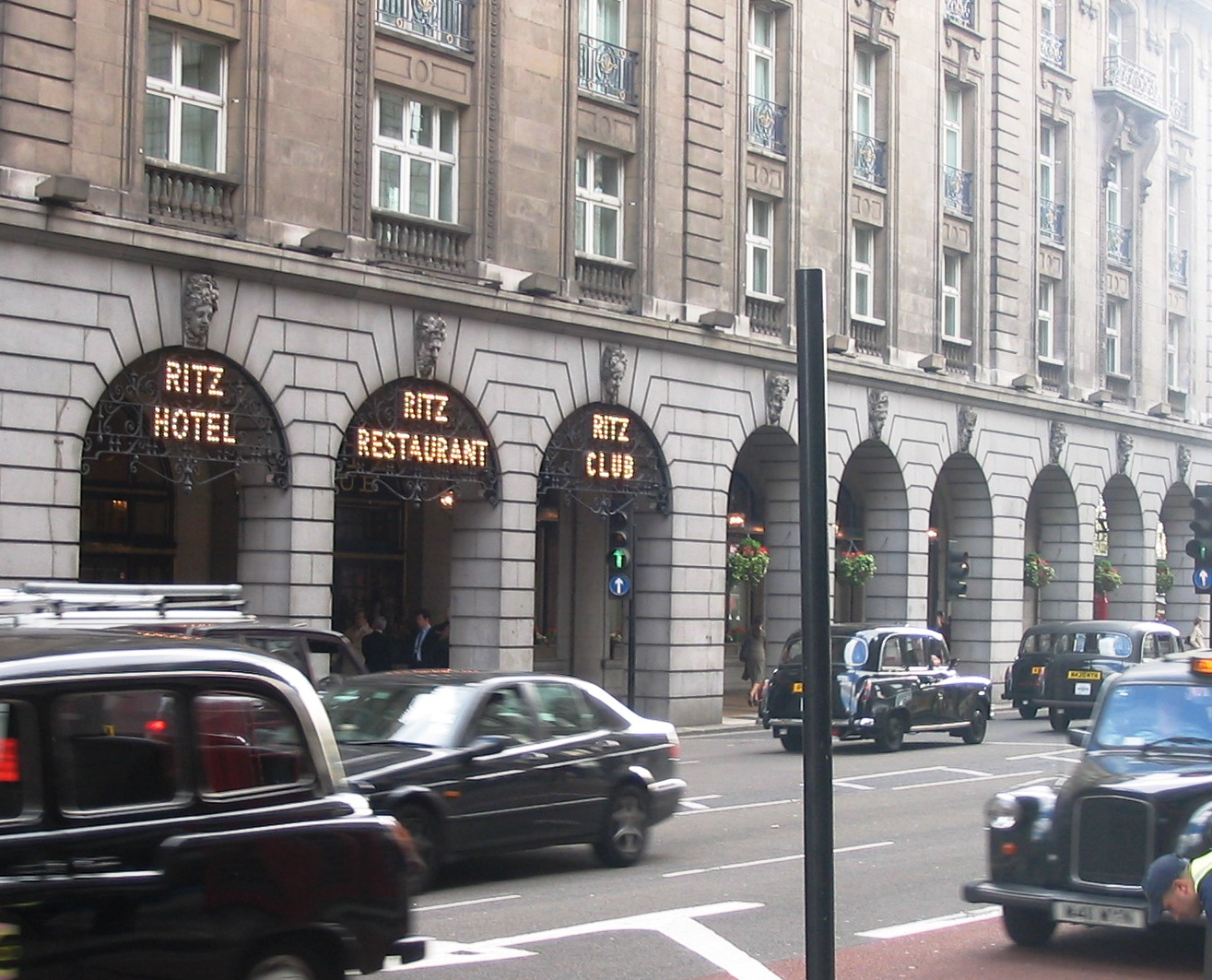
リッツ・ロンドン

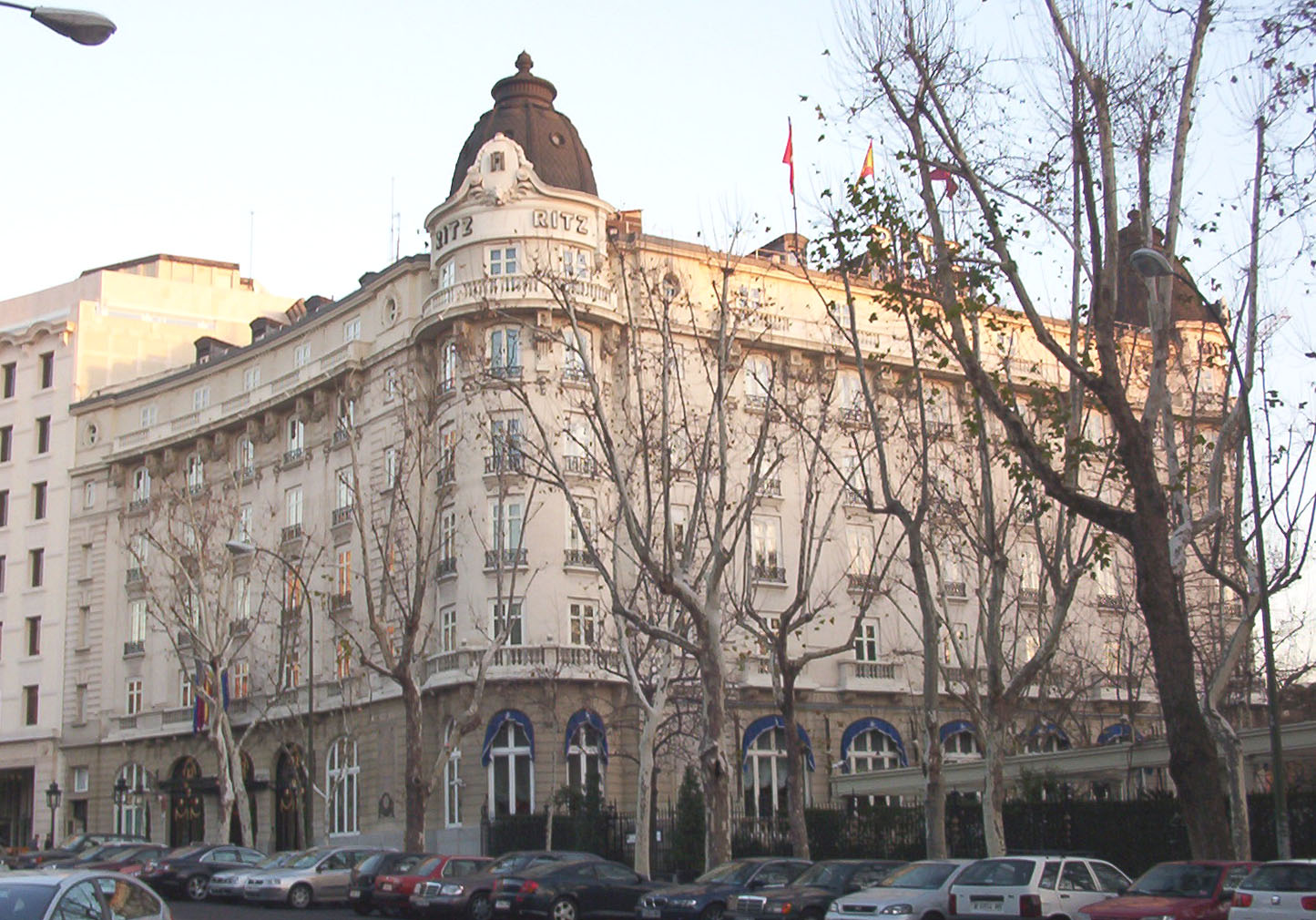
オテル・リッツ（マドリード）

1896年、世界中から投資家を募り、リッツ・シンジケート（Ritz Syndicate Limited）という会社を設立し、以降、国際的にホテルを展開した。しかし、ローマのグランドホテルのオープンを不服に思っていたカートがセザールとエスコフィエの執務室を捜索させた結果、セザールによる仕入書の改竄やエスコフィエによる私的な金銭の着服などの不祥事が露見し、1898年3月、2人は事実上サヴォイホテルから解雇された。
1898年、セザールはパリのヴァンドーム広場にホテルを建てるための理想的な場所を見つけ、リッツ・シンジケートに購入の意向を伝えたものの、「狭くて高すぎる」として計画は却下された。そこでセザールは旧友から借金をしてこれを自ら購入した。リッツ・シンジケートは、企業全体が共倒れすることを怖れ、リッツ・パリという別会社を設立し、その経営をセザールに一任することにした。
セザールは当時超一流と言われたインテリア・デザイナーを雇い、家具からグラス一つに至るまで全てカスタム・メイドにした。セザールはアール・ヌーヴォーを取り入れたがったが、ヴァンドーム広場の雰囲気に合っていないとして自ら雇ったデザイナーと意見が対立、数ヶ月に渡る議論の末、折衷案により新しいスタイルを確立することになる。その結果、ルイ16世風、リージェンシー風、帝国風、など部屋ごとに異なるスタイルの内装がなされた。そして、1898年6月1日のオフィシャル・オープンには、イギリス、アメリカ、ロシアなどから各国の著名人、知識階級、富裕層、貴族らが続々と訪れた。
その後、スペインのマドリードやイギリスのロンドンにリッツ・ホテルのチェーンを展開するなど、次々に成功を収め栄光の極みにある様に見えたセザールだが、胸中、常に、家族に会えない寂しさや自分の家柄や教養に関する劣等感を抱いていた（ちなみにセザールは英語、仏語、独語を話したが、強いアクセントがあり、また文盲だったといわれている。セザール自身が書いた文書は一つも現存せず、本人が署名した文書のみが現存する）。また5ヶ国をまたいで12のホテル全ての面倒をみなければならず、10数時間に及ぶ汽車での移動はセザールを疲労させていた。

### 晩年
1901年1月22日にヴィクトリア女王が崩御するとプリンス・オブ・ウェールズがエドワード7世として即位した。セザールは1902年6月26日に予定された戴冠式の式場を一任され、旧知の仲であるエドワード7世の戴冠式を史上最大のイベントにしようと壮大な企画を進行させていたが、エドワード7世の病気（急性虫垂炎と言われている）のため戴冠式は延期されてしまった。
この知らせを聞いたセザールのショックと落胆は大きく、失意のうちに精神的に病んでしまい、幻覚を見るようになっていった。周囲の者は、セザールが亡霊と戦っているかの様な姿を目撃することもあったという。夫人は、セザールをリビエラで療養させたが一向に回復しなかった。セザールの病気は公には伏せられていたが、1911年には役員を外された。それでもセザールのデザインとコンセプトは踏襲され続けた。
1914年、セザールはルツェルンからほど近いキュシュナハトの療養所に入所したが、その後も狂気の中で巨大ホテルのデザイン画を何枚も描き続けたという。

### 死去
精神病を発症してから16年後の1918年10月26日、セザールは療養所で孤独な死を迎えた。セザールの死期が近いことを知らせる手紙を受け取った夫人が到着する2日前のことだった。リッツ家では同年、次男が事故死、長男は自分の一家を連れてスイス系アメリカ人の移民として渡米したため、夫人は一気に家族を失ってしまった。セザールの死を機に、株主らから役員を辞職するように要請された夫人は、部下の計らいにより役員会の議長のみを務めるようになった。
夫人は1961年に93歳で死去した。生前、セザールと次男の墓もセザールの生まれ故郷に移し、自らも同じ場所に葬られることを望み、3人は同じ場所に埋葬されている。

## 現存するリッツ・ホテル
- リッツ・ロンドン
- オテル・リッツ（パリ）
- オテル・リッツ（マドリード）

なお、リッツの死後に「リッツ」のフランチャイズ権と商標使用権を得たアメリカのホテルチェーン「ザ・リッツ・カールトン」（現在は「マリオット・インターナショナル」の展開している一ブランドである）と、セザール・リッツの間には直接的な関係はない。